# Heavenly Creatures
Heavenly Creatures is een Nieuw-Zeelandse dramafilm uit 1994 onder regie van Peter Jackson. Het verhaal is gebaseerd op de waargebeurde Parker-Hulme-moordzaak uit 1954, toen in Christchurch de zestienjarige meisjes Pauline Parker en Juliet Hulme Parkers moeder vermoordden door haar de schedel in te slaan. Hun ouders wilden de meisjes uit elkaar halen omdat ze vonden dat hun relatie te intiem was geworden, maar de meisjes zelf lieten dit niet over hun kant gaan.
Heavenly Creatures werd genomineerd voor de Oscar voor het beste scenario. Meer dan vijftien andere prijzen werden de film daadwerkelijk toegekend, waaronder de Zilveren Leeuw van het Filmfestival van Venetië in 1994.

## Achtergrond
Aanvankelijk raakten Parker (eigenlijk bekend onder de naam van haar vader Rieper, maar later bleken vader en moeder niet getrouwd te zijn) en Hulme gewoon bevriend, maar hun vriendschap vertoonde na verloop van tijd obsessieve trekjes. Ze verzonnen samen een fantasiewereld vol fantastische avonturen en personen, waarin zij zelf de koning en koningin speelden en hun eigen paradijs genaamd The Fourth World. Ze verafgoodden enkele artiesten, zoals de zanger Mario Lanza en de Amerikaanse acteur James Mason, die in hun fantasiewereld de rol van heiligen vervulden. Al deze verhalen noteerde Parker in haar dagboek, dat later tijdens het proces een rol zou spelen. Hierin stond onder meer het plan voor de moord beschreven.
De zaak was, omwille van de bizarre fantasieën en een vermeende lesbische relatie tussen de meisjes, destijds voorpaginanieuws en kreeg ook internationaal aandacht. De meisjes werden vanwege hun minderjarigheid tot vijf jaar tuchthuisstraf veroordeeld en kregen bij vrijkomst nieuwe identiteiten. Het was hun verboden elkaar ooit nog te ontmoeten.

## Film
In de film worden de dagboekcitaten van Parker gebruikt om het verhaal te vertellen. Kate Winslet speelt Hulme en Melanie Lynskey Parker. Voor beiden was het de eerste filmrol. Lynskey was destijds feitelijk geen actrice en werd gekozen vanwege haar grote gelijkenis met de echte Pauline Parker.
De film besteedt aandacht aan de fantasiewereld van de meisjes, die met special effects tot leven wordt gewekt. Ook de muziek (onder meer de aria's van Lanza) vervult een prominente rol.
Het maken van de film kende merkwaardige voorvallen. Zo kenden de beide hoofdrolspeelsters elkaar niet en moesten in korte tijd (slechts twee weken voor de opnames had men de Pauline-lookalike gevonden) op elkaar ingespeeld raken. Dit leek voor de onervaren actrices moeilijk, maar het ging zeer snel, vanaf de eerste dag werden ze, net zoals bij de echte Pauline en Juliet, in korte tijd heel close. Ook acteerden ze, vooral Melanie Lynskey, na de opnamedag nog door, het leek alsof de echte Pauline weer aanwezig was.
Toen de moordscène in het park moest worden opgenomen en de crew daarvoor naar de authentieke plaats was gegaan waar het misdrijf in 1954 was gepleegd, werd op het moment van draaien opeens de lucht betrokken en werd alles merkwaardig stil, reden voor de filmmensen om uit te wijken naar een andere locatie. Na voltooiing van de film moest Kate Winslet wekenlang rust nemen, zo grote impact hadden het verhaal en het uitbeelden van het personage van Juliet op haar gehad.
De titel van de film komt uit een gedicht uit een van de dagboeken, waarin de meisjes zichzelf als heavenly creatures ('hemelse wezens') beschrijven. De mededeling aan het eind van de aftiteling dat ze elkaar nooit meer mochten zien veroorzaakt, na de moordscène, een soort tweede schokeffect bij de kijker.
In 2010 maakte regisseur Alexander Roman een meer documentaire-achtige versie van deze geschiedenis onder de titel Reflections of the past.
K's Choice baseerde het slotnummer 'Winners' van hun cd Cocoon Crash (1998) op deze film.

## Nasleep
Omwille van de film richtte de pers zich opnieuw op de zaak en vond beide hoofdpersonen terug. Hulme bleek inmiddels een schrijver geworden die, onder het pseudoniem Anne Perry, misdaadverhalen schreef en in Schotland woonde. Parker woonde eveneens onder een pseudoniem (Hilary Nathan) in Kent en baatte een manege uit. Later woonde ze op de Orkneyeilanden. Ze hebben elkaar inderdaad nooit meer gezien. Hulme/Perry verklaarde dat de relatie nooit seksueel van aard zou zijn geweest.

## Rolverdeling
| Acteur          | Personage                          |
| --------------- | ---------------------------------- |
| Melanie Lynskey | Pauline Yvonne Parker              |
| Kate Winslet    | Juliet Hulme                       |
| Sarah Peirse    | Honora Parker (moeder van Pauline) |
| Simon O'Connor  | Herbert Rieper (vader van Pauline) |
| Diana Kent      | Hilda Hulme (moeder van Juliet)    |
| Clive Merrison  | Dr. Henry Hulme (vader van Juliet) |
| Gilbert Goldie  | Dr. Bennett                        |